# Agressió

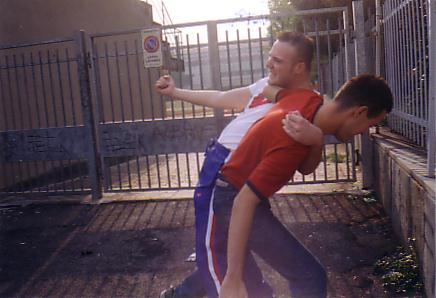
Street Fight a Itàlia

Una agressió és un atac a un altre, pot ser entre territoris (iniciant una guerra) o entre individus, per causar danys a la víctima. L'agressió entre ésser humans pot ser psíquica o física i constitueix un delicte, ja que suposa emprar intencionadament la violència per fer mal a un altri, a diferència de l'agressivitat, que és un tret de caràcter i no ha de ser necessàriament voluntari. L'agressor és la persona que comet una agressió. També s'usa la paraula victimari per fer referència a la persona que, amb les seves accions, infligeix un dany o perjudici a una altra (víctima o supervivent).
L'agressió es produeix com a mecanisme de defensa davant una amenaça imaginada o per afirmar la pròpia superioritat, eliminant o atacant un rival potencial. També pot estar lligada a obtenir un benefici econòmic, com quan es produeix un robatori amb força.
Es diferència de la violència en general perquè l'agressió no prové del desig, sinó d'una voluntat de defendre's. i implica una activitat concreta de fer mal o intentar-ho.